# 洛南盆地旧石器地点群
洛南盆地旧石器地点群，位于陕西省商洛市洛南县，是旧石器时代遗址。2013年，列为第七批全国重点文物保护单位（古遗址）。

## 发掘历史
1987年，在陕西省洛南县东河村洛河左岸洞穴裂隙中发现一枚古人类右上第一臼齿，其特点与湖北省的郧县人牙化石很相似。与人牙化石共存的有大熊猫和貘。
1995至1999年，考古工作者在秦岭东部山区的洛南盆地发现50处旷野类型旧石器地点，距今25～50万年左右，属旧石器时代早期。
2010年10月至2011年5月，陕西省考古研究院、中国科学院古脊椎动物与古人类研究所和洛南县博物馆联合组队，对洛南盆地孟洼旧石器地点进行了抢救性考古发掘。
2011年4月到10月，陕西省考古研究院、中国科学院古脊椎动物与古人类研究所和南京大学考古队发掘张豁口遗址170余平方米，出土各类石制品两万余件。出土的手斧、薄刃斧、大型石刀等石器与非洲和欧亚大陆西部流行的阿舍利石器工业的器物相吻合，说明当时的人类已经会打制“标准化”的器物了。
2012年9月至12月，在洛南盆地郭塬、十字路口和张豁口南等6个旷野旧石器地点发掘中，清理遗址面积1300余平方米，出土石制品一万八千余件，其中郭塬、十字路口和延岭地点出土西方旧石器时代早期流行的阿舍利石器工业类型的手斧、薄刃斧和手镐等工具组合。

## 遗址分布
洛南盆地位于东秦岭，洛南县距离陕西西安100多公里。
- 孟洼旧石器遗址位于洛南盆地西部，东距洛南县城约6公里。[7]
- 张豁口遗址位于洛南县城关镇中心村，遗址东南距洛南县城约2公里，海拔约1019米[11]。
- 郭塬遗址南距洛南县城不足1公里，西距张豁口地点约2公里，海拔约1013米[10]。
- 花石浪遗址位于距洛南县城北3公里之县河、石门河、洛河三段交汇的尖角村东坪组花石浪，是国家文物保护单位。在花石浪东面的山坡上，有一个高约4米、宽约2米的龙牙洞，洞深8.8米，面积约20平方米，洞内堆积有3层古人类居住面的石灰岩裂隙。[12]